# Wenn alles richtig ist, dann stimmt was nich
Wenn alles richtig ist, dann stimmt was nich ist das fünfte Studioalbum von Nena. Es wurde am 6. Juli 1998 veröffentlicht.

## Entstehung
Auf dem Album arbeitet Nena mit dem Komponisten und Texter Lukas Hilbert zusammen, der bereits für die Band Die Prinzen den Hit (Du musst ein) Schwein sein geschrieben hatte. Wie auf dem Vorgänger Jamma nich war auch Luci van Org an einigen Texten beteiligt.
Das Album wurde von Hilbert, dem Amerikaner Tony Bruno (Tony Rey) und Phillip Palm produziert. Hilbert spielte zudem auf dem Album Bass, Bruno neben der Gitatte auch Bass und Palm Schlagzeug und Perkussion.
Für Palm war es die erste Studioproduktion für Nena und der Beginn einer langjährigen beruflichen und auch privaten Beziehung. Palm hat mit Nena zwei gemeinsame Kinder. Für Tony Bruno (Danger Danger) war es das Sprungbrett in Deutschland als Autor für die No Angels (u. a. Daylight in Your Eyes).

## Rezeption
Alan Severa rezensierte das Album für Allmusic und hebt dabei die Rückbesinnung zu den Rockgrundsätzen („this album really does fit the phrase ‘return to form’“) hervor, die Nena zuletzt vor der Trennung der Nena-Band zeigten. Severa vergleicht das Album mit dem 15 Jahre früher veröffentlichten Debütalbum und vergibt 4 von 5 Sternen.

## Titelliste
| #  | Titel                                | Autor(en)                                              | Produzent(en)                           | Länge |
| -- | ------------------------------------ | ------------------------------------------------------ | --------------------------------------- | ----- |
| 1  | Willkommen                           |                                                        |                                         | 0:01  |
| 2  | Es ist in Ordnung                    | Nena Kerner, Lukas Hilbert                             | Lukas Hilbert, Tony Bruno, Philipp Palm | 3:10  |
| 3  | Was hast du in meinem Traum gemacht? | Nena Kerner, Lukas Hilbert, Carsten Pape               | Lukas Hilbert, Tony Bruno, Philipp Palm | 3:54  |
| 4  | Wenn wenigstens Sommer wär           | Nena Kerner, Luci van Org, Lukas Hilbert               | Lukas Hilbert, Tony Bruno, Philipp Palm | 3:02  |
| 5  | Dann fiel mir auf                    | Nena Kerner, Luci van Org, Lukas Hilbert, Carsten Pape | Lukas Hilbert, Tony Bruno, Philipp Palm | 4:04  |
| 6  | Meine kleine heile Welt              | Nena Kerner, Lukas Hilbert                             | Lukas Hilbert, Tony Bruno, Philipp Palm | 3:21  |
| 7  | Das ist normal                       | Nena Kerner, Lukas Hilbert                             | Lukas Hilbert, Tony Bruno, Philipp Palm | 3:51  |
| 8  | Es muss raus                         | Nena Kerner, Lukas Hilbert, Tony Bruno                 | Lukas Hilbert, Tony Bruno, Philipp Palm | 3:56  |
| 9  | Todmüde                              | Nena Kerner, Lukas Hilbert                             | Lukas Hilbert, Tony Bruno, Philipp Palm | 4:11  |
| 10 | Wir sind modern                      | Nena Kerner, Lukas Hilbert                             | Lukas Hilbert, Tony Bruno, Philipp Palm | 3:06  |
| 11 | Heul' Dich bei mir aus               | Nena Kerner, Lukas Hilbert, Tony Bruno                 | Lukas Hilbert, Tony Bruno, Philipp Palm | 4:46  |
| 12 | Wir machen keine Kunst               | Nena Kerner, Lukas Hilbert, Tony Bruno, Philipp Palm   | Lukas Hilbert, Tony Bruno, Philipp Palm | 3:18  |

## Chartplatzierungen

### Album
| ChartsChartplatzierungen | Höchstplatzierung | Wochen |
| ------------------------ | ----------------- | ------ |
| Deutschland (GfK)        | 42 (9 Wo.)        | 9      |

### Singles
| Jahr | Titel                                | Höchstplatzierung, Gesamtwochen, AuszeichnungChartsChartplatzierungen (Jahr, Titel, , Platzierungen, Wochen, Auszeichnungen, Anmerkungen) | Anmerkungen                        |
| Jahr | Titel                                | DE | Anmerkungen                        |
| ---- | ------------------------------------ | --- | ---------------------------------- |
| 1998 | Was hast du in meinem Traum gemacht? | DE91 (1 Wo.)DE | Erstveröffentlichung: 2. März 1998 |